# Alestorm
Alestorm är ett pirate metal-band från Perth, Skottland. Bandet bildades under namnet Battleheart, men bytte namn till Alestorm år 2007 efter att ha skrivit på för skivbolaget Napalm Records. Debutalbumet Captain Morgan's Revenge släpptes 25 januari 2008.

## Biografi
Bandet grundades under namnet Battleheart år 2004 av Gavin Harper och Christopher Bowes. 2006 spelade de in två EP-skivor. På den första, Battleheart, spelade Gavin Harper både gitarr och basgitarr, men till Terror on the High Seas anslöt sig basisten Dani Evans. Doug Swierczek var trummis på bandets livespelningar, men på de båda skivorna är dock trummorna datorprogrammerade.
Under en kort period bytte Dani Evans instrument till rytmgitarr när Jason Heeny ersatte honom som basist, och sångaren/keyboardisten Christopher Bowes gick över till att bara spela keyboard när sångaren Robin Hellier anslöt sig, men redan efter ett par månader lämnade Heeny och Hellier bandet och Evans och Bowes fick än en gång axla rollen som basist respektive sångare.
Tidigt år 2007 ersattes Doug Swierczek av Ian Wilson, som tidigare spelat i bandet Catharist. Samma år fick de skivkontrakt med Napalm Records och bytte då även namn till Alestorm. I januari nästa år släpptes fullängdsskivan Captain Morgan's Revenge. I september 2008 hoppade gitarristen Gavin Harper av, och istället togs hans plats av Tim Shaw under en kort period. Men han lämnade snabbt bandet och Dani Evans bytte permanent instrument till sologitarr, och hans gamla roll som basist axlades av Gareth Murdock. 2010 lämnade trummisen Ian Wilson bandet och ersattes av Pete Alcorn.

## Medlemmar
Nuvarande medlemmar
- Christopher Bowes – sång, keytar  (2004–)
- Gareth Murdock – basgitarr, bakgrundssång (2008–)
- Peter Alcorn – trummor (2010–)
- Elliot Vernon – keyboard, sång (2011–)
- Máté Bodor – gitarr, bakgrundssång (2015–)

Tidigare medlemmar
- Gavin Harper – gitarr (2004–2008)
- Dani Evans – elbas (2006–2008), gitarr (2008–2015)
- Doug Swierczek – trummor (2006)
- Ian Wilson – trummor (2007–2008, 2008–2010)
- Tim Shaw – trummor (2008)

Turnerande medlemmar
- Alex Tabisz – trummor (2008)
- Elliot Vernon – keyboard (2011–2012)

Alestorm på en spelning vid Rockharz 2018
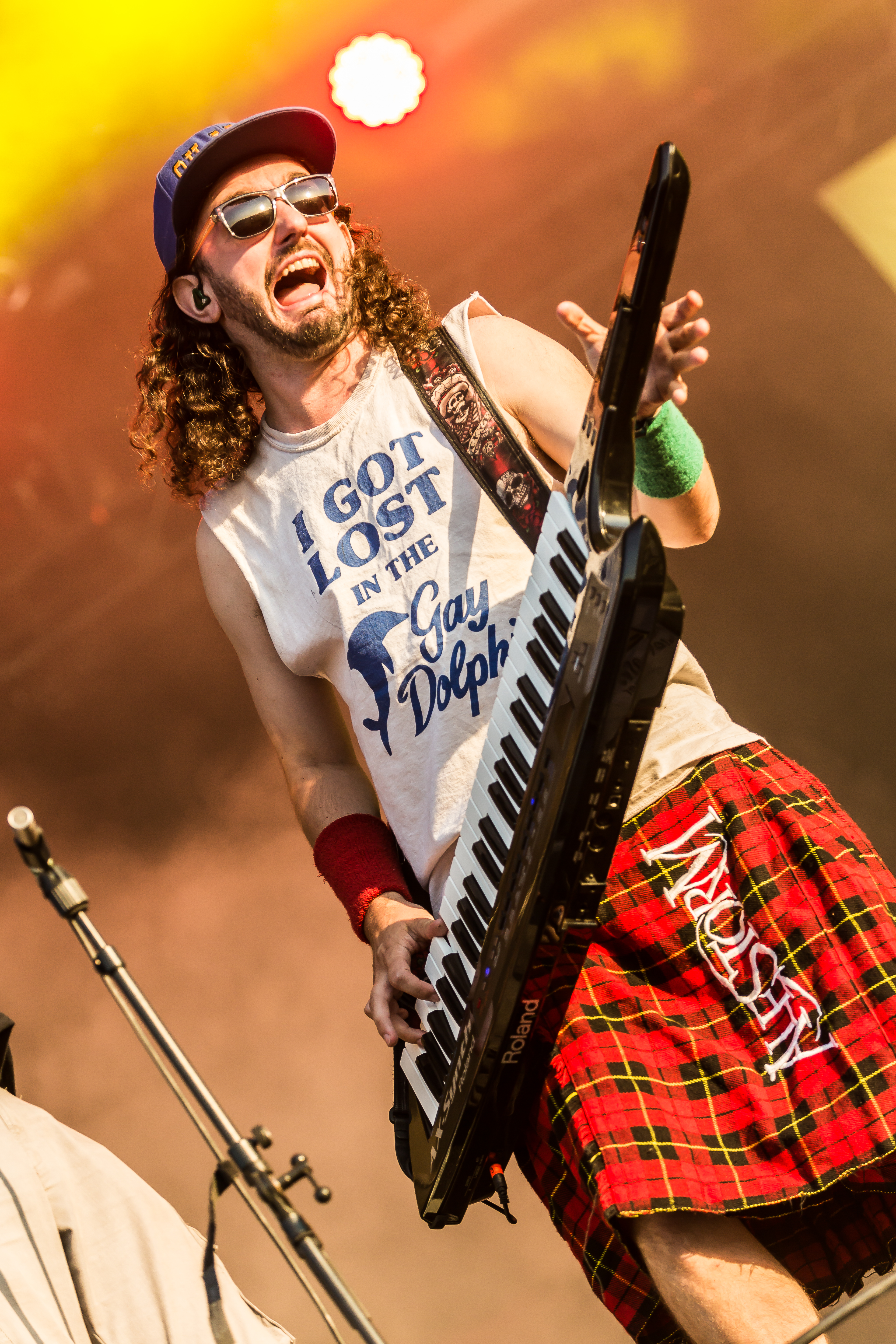
Sångaren och frontmannen Christopher Bowes
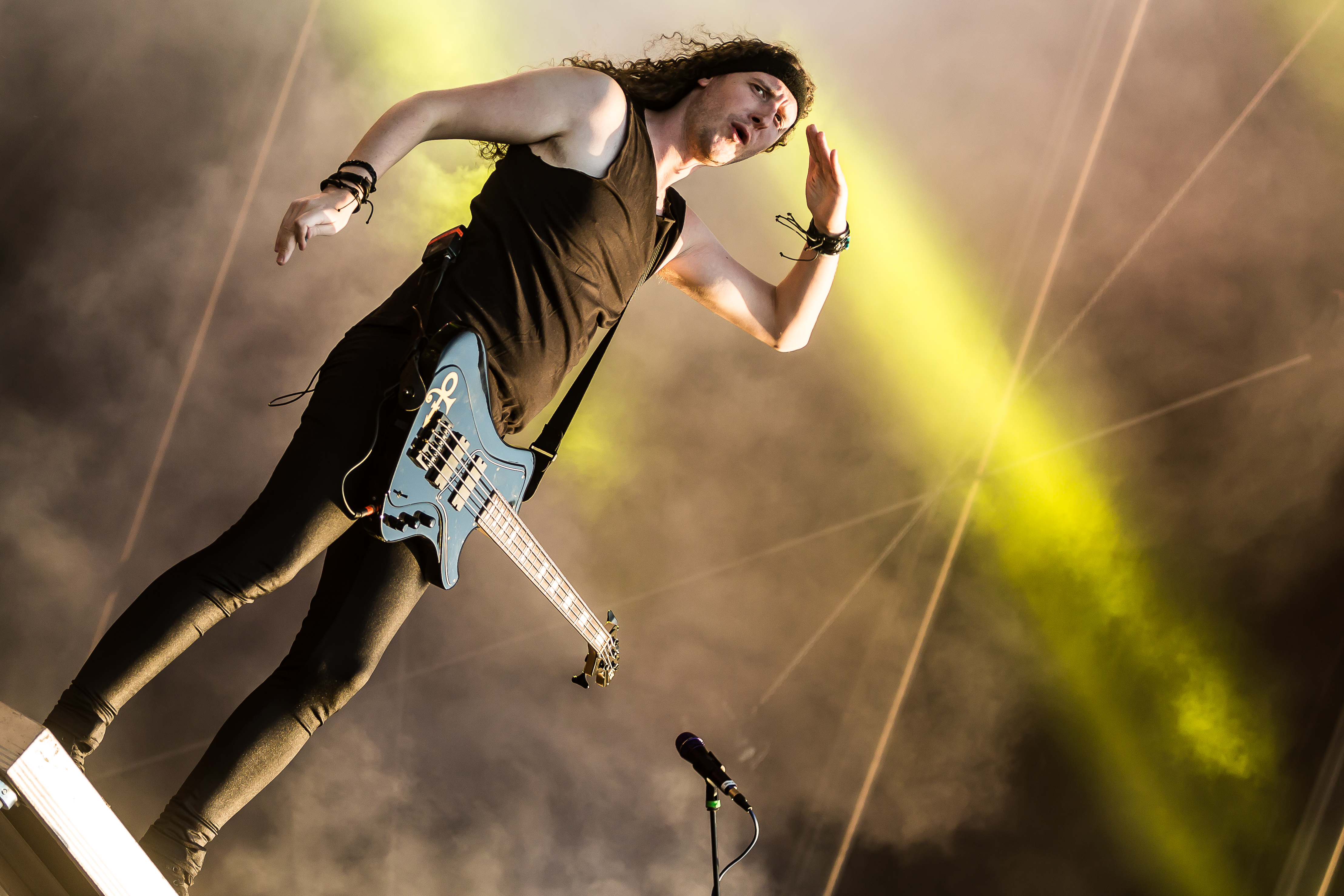
Basisten Gareth Murdock
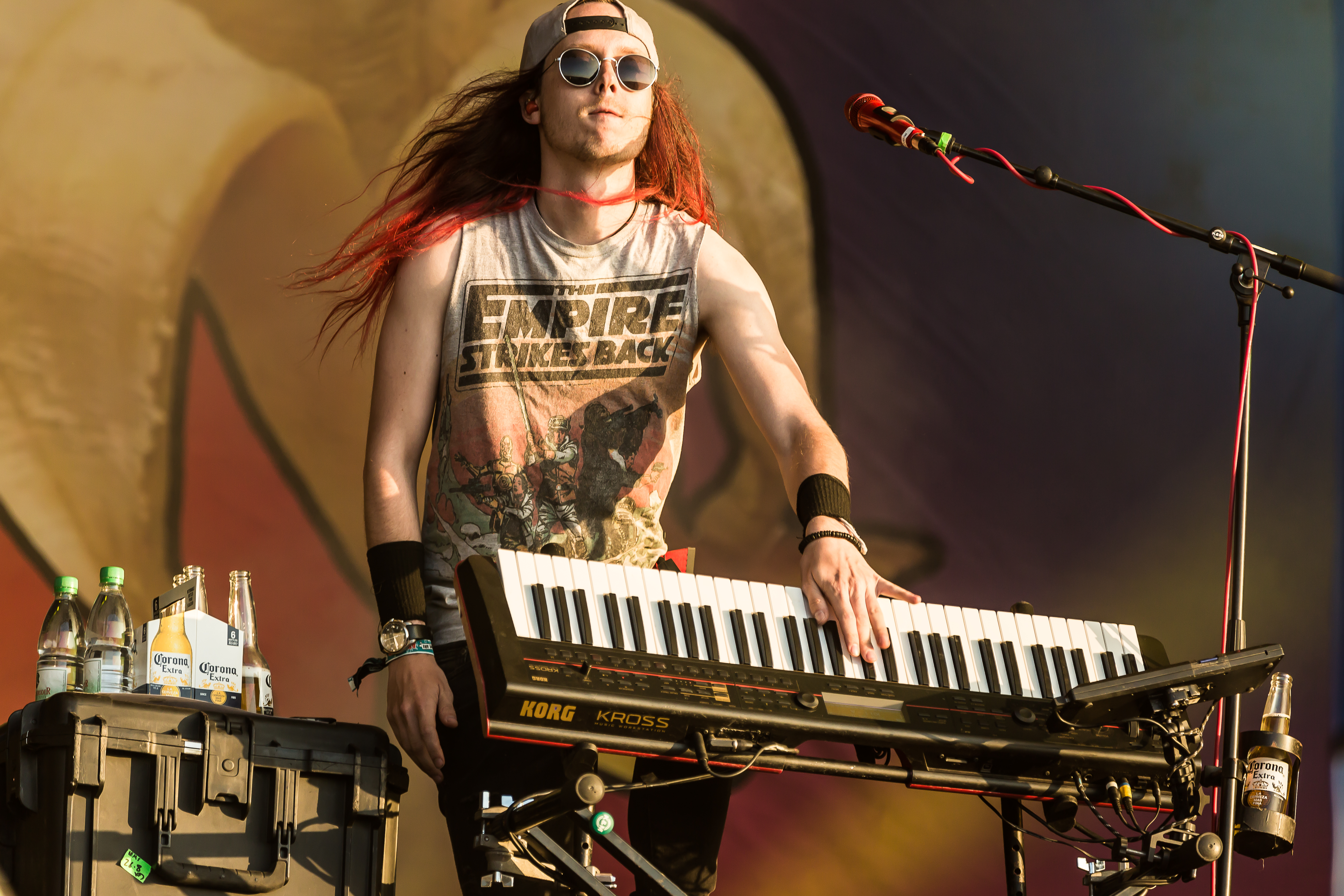
Keyboardisten Elliot Vernon
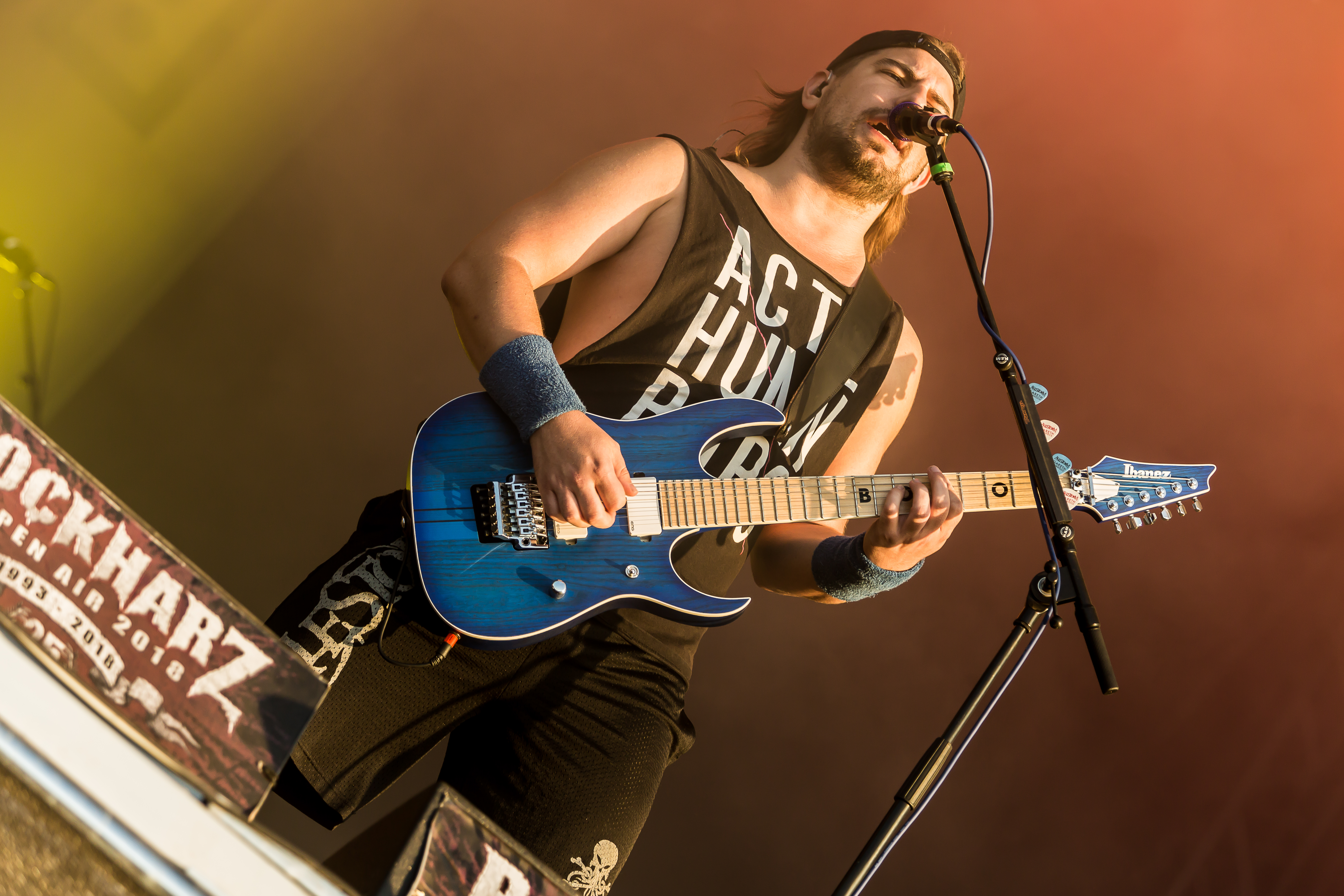
Gitarristen Máté Bodor

## Diskografi
Studioalbum
- Captain Morgan's Revenge – 2008
- Black Sails at Midnight – 2009
- Back Through Time – 2011
- Sunset on the Golden Age – 2014
- No Grave but the Sea – 2017
- The Curse of the Crystal Coconut - 2020
- The Seventh Rum Of A Seventh Rum - 2022

Livealbum
- Live At the End of the World – 2013
- Live in Tilburg - 2021

EPs
- Battleheart – 2006 (som Battleheart)
- Terror on the High Seas – 2006 (som Battleheart)
- Leviathan – 2008
- Voyage Of The Dead Marauder - 2024

Singlar
- "Heavy Metal Pirates" – 2008
- "In the Navy" – 2013
- "Sunset on the Golden Age" – 2014
- "Drink" / "Kvaðning" – 2016 (delad 7"-singel med Skálmöld)
- "Alestorm" – 2017
- "Mexico" – 2017